# Wijdefjord

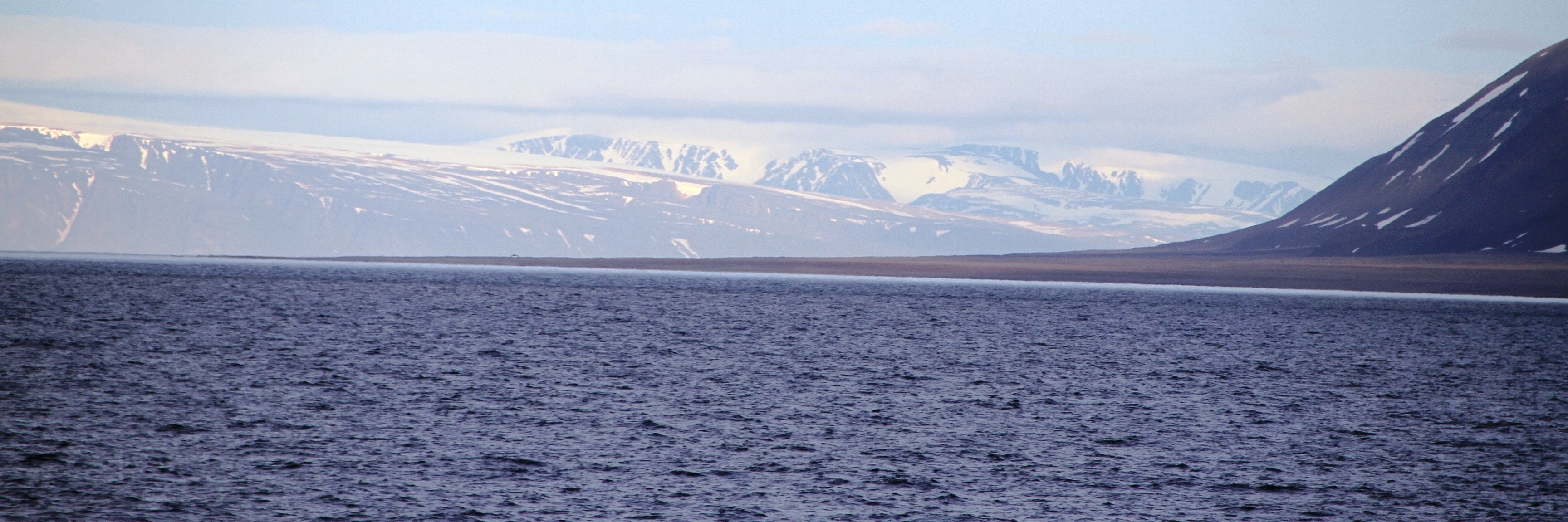
Foto des westlichen Ufers der Halbinsel Ny-Friesland im Nordosten Spitzbergens. Das Meer ist der Wijdefjorden, und das Foto wurde vom Andrée-Land aus in Richtung Osten aufgenommen. Das Wasser im unteren Teil des Fotos ist der äußere Woodfjorden

Der Wijdefjord ist der längste Fjord der zu Norwegen gehörenden Inselgruppe Svalbard im Nordpolarmeer. 
Der sich von Norden nach Süden in die Insel Spitzbergen einschneidende Fjord ist 108 km lang und wird von den Landmassen Andrée-Land, Dickson-Land und Ny-Friesland begrenzt. Durch den Gråkammen mit Kapp Petermann wird er in seinem südlichen Teil in den Aust- und Vestfjord geteilt. An seiner innersten (südlichsten) Stelle befindet sich der Indre-Wijdefjorden-Nationalpark. Hier mündet der Gletscher Mittag-Lefflerbreen in den Fjord. Den Namen Wijdefjord (niederländisch für „Weiter Fjord“) trägt er wegen seiner verhältnismäßig breiten Mündung.

## Quelle
Wijdefjorden. In: The Place Names of Svalbard (Erstausgabe 1942). Norsk Polarinstitutt, Oslo 2001, ISBN 82-90307-82-9 (englisch, norwegisch).

## Belletristik
Am Wijdefjord spielt der Abenteuerroman Jäger in Nacht und Eis von Wilhelm Dege (Reutlingen 1953).